# Мохамед Таабуні
Мохамед Таабуні (нід. Mohamed Taabouni; нар. 29 березня 2002, Гарлем) — нідерландський футболіст марокканського походження, півзахисник катарського клубу «Аль-Арабі».

## Клубна кар'єра
Вихованець футбольної академії клубу АЗ, за яку виступав з 2013 року. Влітку 2018 року підписав професійний контракт з клубом, після чого став виступати за резервну команду.
18 грудня 2019 року дебютував за основну команду, вийшовши на останні 12 хвилин кубкового матчу проти аматорського клубу «Гроне Стер» (3:0).

## Кар'єра в збірній
Виступав за збірні Нідерландів до 15, до 16 та до 17 років.
У травні 2019 року у складі збірної Нідерландів до 17 років виграв чемпіонат Європи, забивши переможний гол у півфіналі проти Іспанії.

## Досягнення
- Чемпіон Нідерландів (1):

«Феєнорд»: 2022-23
Збірні
- Чемпіон Європи (U-17): 2019[5]